# 老子化胡
老子化胡説一詞被用來指稱中國著名思想家老聃西出函谷关並在身毒現化為釋尊瞿曇以教化身毒人這個説法。老子化胡説聲稱佛教源於老聃的思想，故與道教同源。
然而，道教古時所推崇的許多宣揚化胡説的教典的內容互相矛盾，例如有教典聲稱老聃就是釋尊，有教典則聲稱尹喜才是釋尊，也有教典聲稱老聃、其妻子及尹喜等人都成為了佛陀，亦有教典聲稱 老聃與釋尊不是同一個人，老聃只是預見了釋尊的誕生，並且協助其弟子傳法，還有教典竟然聲稱 因為浮陀是邪神，所以老聃前去降伏祂們，從這種混亂的情況能夠看出化胡説的宣揚者在這個方面上從未達成共識，故此化胡説數百年來都備受質疑。
現時主流觀點已經否定了老子化胡説的正確性。

## 相關歷史

### 背景
中国人民大学佛教与宗教学理论研究所副所长张雪松老师曾經在一場講座中聲稱佛教所宣揚的輪迴論和古時中華人所認可的道氣説及關於帝師的觀念影響了老聃教化胡人這一説法，他聲稱道氣説在老聃被神格化這個進程中發揮了重要作用，他也聲稱《老子銘》是《化胡經》的源頭之一，而《老子銘》的作者極有可能受到了佛教所認可的輪迴論及關於本生的故事的影響，他聲稱老子化胡説是在這個大背景下出現的，他也聲稱魏太武帝在他所下的滅佛詔書中提出的 佛教不是起源於西域的 而是因漢族人刘元真及吕伯强的弟子在道聽途説的情況下附會老莊思想一事而形成的 這一奇怪的説法可能是源自老子化胡説的。

### 起源
以宗教哲學家洪修平教授及日本學者田茂雄男士為代表的多位學者聲稱老子化胡説最早是由佛教所提出的，他們聲稱在最初，佛教为传入中国和在中原生存發展一事而不得不依附于道教，于是编造了“老子化胡”這個説法並称佛教为“浮屠道”，甚至為了讓中原社會接受佛教，創立了「老子化為釋迦牟尼佛」或「老子教化釋迦牟尼佛」的相關理論。有學者認為由於道教在早期尚未完全鞏固地位，因此道教也對這個理論加以利用，藉此與佛教合作以擴大勢力範圍，但当佛教立足之后，便贬斥道教为“外道”，並且否定了老子化胡説的正確性。
宗教史學家劉玲娣表示她認為佛教徒提出了老子化胡説 這個説法很有可能是正確的，但她聲稱由於目前尚未有足夠證據證明其正確性，因此它仍然只是一個推論，此外, 不論老子化胡説由何者所提出，這個問題的答案已經不再重要，重要的是老子化胡説對道佛兩教所產生的影響。
後世有説法聲稱，儘管老聃教化胡人一説的相關故事是被杜撰出來的，不過在漢朝時期開始之前，可能已經有所謂的《老子經》在西域流傳，導致老聃西行以教化胡人這一説法出現，而在今人看來，宣揚老子化胡説的教典的內容不是真確的，故此這些內容不是重點所在，相關教典的研究價值在於佛道兩教之間因相關教典而發生的爭論的歷史。

### 出現
老子化夷説源出東漢帝國統治時期，其聲稱老聃曾經到達蠻夷之地並曾在當地教化夷人，可是該説法沒有提及身毒及佛教，但後來有人將其附會成老聃到身毒去教化胡人並創立佛家一説，故提出了相關説法。
在佛教传入中国一事之初，佛教为了在中国立足，必须与盛行於中国的传统信仰相结合和依附于黄帝、老子的神仙术，时人敬神，把黄帝、老子、釋迦佛放在一起合祭。
目前已知最早提及了老子化胡説的內容的史籍是《後漢書·襄楷传》，该書記载説屬於太平道的于吉的弟子襄楷于延熹九年（166年），上疏汉桓帝説：
又闻宫中立黄老、浮屠之祠。此道清虚，贵尚无为，好生恶杀，省欲去奢。今陛下嗜欲不去，杀罚过理，既乖其道，岂获其作哉！或言老子入夷狄为浮屠。浮屠不三宿桑下，不欲久生恩爱，精之至也。天神遗以好女，浮屠日：“此但革囊盛血。”遂不师之。其守一如此，乃能成道。今陛下淫女艳妇，极天下之丽，甘肥饮美，单天下之味，奈何欲如黄老乎？
从中可以看出，佛教初入中国時曾經混迹于华夏固有的黃老道及處於萌芽期的古道教。
陝西省社會科學院研究員樊光春聲稱老子化胡説首先出自於佛教教典而非道教教典，但樊光春也聲稱這一説法不完全是由佛教方面所創造的，樊光春聲稱這一説法在當時已經出現，佛教只是利用了這一説法以減小其在被傳播時所面臨的阻力，當時佛教僧伽自稱道士，學佛這個行為也被稱為修道，把佛教僧伽稱為道士這一行為一直持續至南北朝後期，《法苑珠林》第六十九卷宣稱道教後來竊取了道士這個名稱，但現今學者認為《法苑珠林》所提出的這個説法不完全符合事實，而道教及佛教最初用老子化胡説來試圖會通各自的教義，在當時對雙方來説都是能夠帶來好處的行為，但後來佛教在中華站穩了腳根，其勢力遠比道教的勢力更為強大，道教便開始利用其在政治方面上的優勢來試圖壓制佛教的勢力冒起，道教與佛教之間的鬥爭最後導致幾乎全部道經被焚毀。

### 發展
《三国志·魏书·乌丸鲜卑东夷传第三十》宣稱：“临兒国，《浮屠经》云:   其国王生浮屠。浮屠，太子也，父曰屑头邪，母云莫邪。浮屠身服色黄，髮青如青丝，乳青毛，蛉赤如铜。……此国在天竺城中。……浮屠所载与中国老子经相出入，盖以为老子西出关，过西域之天竺，教胡。浮屠属弟子别号，合有二十九，不能详载，故略之如此。”
《魏略·西戎传》宣稱：“浮屠所载与中国老子经相出入，盖以为老子西出关，过西域，之天竺，教胡。”
《高士传》宣稱：「老子化戎俗为浮屠。」《皇朝实录》宣稱：「于阗国，西五百里有毗摩伽蓝，是老子化胡之所建。老子至是白日升天，与群胡辞决曰：我昔游天上，简定人鬼之录，寻当下降。因立此祠焉。」
《齊書·顧歡傳》宣稱：「道經云：『老子入關之天竺維衞國，國王夫人名曰淨妙，老子因其晝寢，乘日精入淨妙口中，後年四月八日夜半時，剖左腋而生，墜地卽行七步，於是佛道興焉。』」

### 演變
在東漢帝國統治時期流傳的老子西出化胡説在西晉帝國統治時期轉變為天竺化胡説，後者在東晉帝國統治時期轉變為罽賓化胡説，老子西出化胡説被佛教利用來讓中華人更加容易接受自身，導致當時許多中華人認為道教教義與佛教教義之間是相通的，後來佛教勢力範圍開始擴大，令道教倍感威脅，有道士把老子西出化胡説轉變為天竺化胡説，後者聲稱釋尊其實是老聃的弟子尹喜投胎而為的，道教藉此貶低佛教的地位，並且大量地製造教典去宣揚這一説法，東晉帝國統治晚期，鳩摩羅什等眾多高僧的到來推動了針對佛教教義的學術化進程，佛教的不少教典的內容被譯成漢文，佛教逐漸放棄了以莊老思想解釋自身教義這一方法，般若相關思想、中觀相關思想及大乘佛教關於菩薩的觀念被發揚光大，道教方面難以接受，遂把天竺化胡説轉變為罽賓化胡説，並且製造了大量教典去宣揚這一説法，同時把佛教教典的內容吸收至其自身的教典，罽賓化胡説聲稱老聃曾到位於罽賓的闇崛山向胡王宣説《般若波羅蜜》及《道德五千文》等等，道教方面宣揚這一説法此舉的目的是使人們相信佛教教典《般若經》所包含的思想是源自於道教的，這與事實不符，但它是道教方面在面對佛教幾乎凌駕於道教之上這一情況時所作出的回應。

### 引發論辯
在六朝時期，有人写出了《老子化胡經》，其試圖証明道佛教兩教同出一源，也有人宣稱佛教只是道教的別支。歷史上道士及佛僧曾經多次為老子化胡説是否正確這個問題而與對方進行論辯。在宋朝時期，出現了宣揚此説法的《老子八十一化》。

### 受到駁斥
在汉魏六朝时期，佛教徒對老子化胡説作出了猛烈的批駁，最後這些批駁意見演變為漢傳佛教在道家思想的基礎上所提出的對於道教教義的全面的抨擊意見。漢傳佛教宣稱道教教典中只有由老聃所著的《道德經》是眞典，其他均為偽典，這些偽典不但不是由老聃所著的，而且其主題與老聃所持有的觀點相違悖，例如道家主張順應天道以達到自然虛寂的境界，道教卻主張成為長生不死的仙人以扭轉凡人必死這一命運，故此道教這些教典大多包含「淆杂并淫谬之説」，此外，漢傳佛教宣稱老聃雖是一個偉大的思想家，但仍只是凡人而非像道教所宣稱的那樣是神仙。
隨着人們對歷史的認識逐漸被加深，老子化胡説不斷受到挑戰，由於老子化胡説本來就是子虛烏有的，因此其認可者所作的種種修正皆無法抵擋佛教方面所提出的批駁意見，道教方面在幾乎全部論戰中落敗。在於元憲宗在位第八年爆發的大論戰中，參與論辯的一眾道士在面對薩迦派法王八思巴國師所提出的質疑時無力招架，標誌着老子化胡説被駁斥。《化胡經》等眾多教典被焚毀，這場論爭以道教方面慘敗一事告終。

## 延伸閱讀
- 重松俊章.. 九州大学学術情報リポジトリ (史淵). 1938, 18: 1-25. doi:10.15017/234432. （原始内容存档于2022-08-07）

## 擴展閱讀
- 《三國志》魏書　卷三十　烏丸鮮卑東夷傳
- 《後漢書》列傳　卷三十　郎顗襄楷列傳下

## 外部連結
- 大藏經 第五十四冊 T54n2139　老子化胡經[永久]（2016/06/15）
- 大藏經 第五十四冊 No. 2139《老子化胡經》(2009/04/23)（原始連結已經失效）